# فرودگاه صحرایی منتسله
فرودگاه صحرایی مَنتسَلَه (به انگلیسی: Mäntsälä Airfield) (به زبان بومی: Mäntsälän lentokenttä) یک فرودگاه خصوصی است که یک باند فرود چمن دارد و طول باند آن ۴۰۰ متر است. این فرودگاه در کشور فنلاند قرار دارد و در ارتفاع ۴۱ متری از سطح دریا واقع شده‌است.